# Verzug (Bergbau)
Die Auskleidung der Zwischenräume beim Streckenausbau bezeichnet der Bergmann als Verzug. Das Einbringen von Verzug ist aber nicht nur in Strecken üblich, sondern auch in Schächten und Blindschächten werden die Schachtsegmente mit Verzug versehen.

## Notwendigkeit und Verwendung
In untertägigen Grubenbauen wie z. B. Strecken wird zur Sicherung gegen Stein- und Kohlenfall ein Ausbau eingebracht. Die einzelnen Baue haben in der Regel einen Abstand von 0,6 bis 0,8 m. Der Zwischenraum zwischen den Bauen darf aber nicht frei bleiben, sondern muss mit geeigneten Materialien ausgekleidet werden. Der Verzug soll verhindern, dass lose Gesteinsschalen in den Streckenhohlraum hereinbrechen. Durch den Verzug wird somit verhindert, dass es zu weiteren Auflockerungen des Gebirges kommt. Er hat somit eine besondere Bedeutung für die Standsicherheit der Grubenbaue. Um einen Anschluss des gesamten Ausbaus an das Gebirge zu gewährleisten, muss der Verzug hinterfüllt werden. Dadurch kommt es zu einer gleichmäßigeren Verteilung des Gebirgsdrucks um den Streckenumfang.

## Verzugsmaterialien

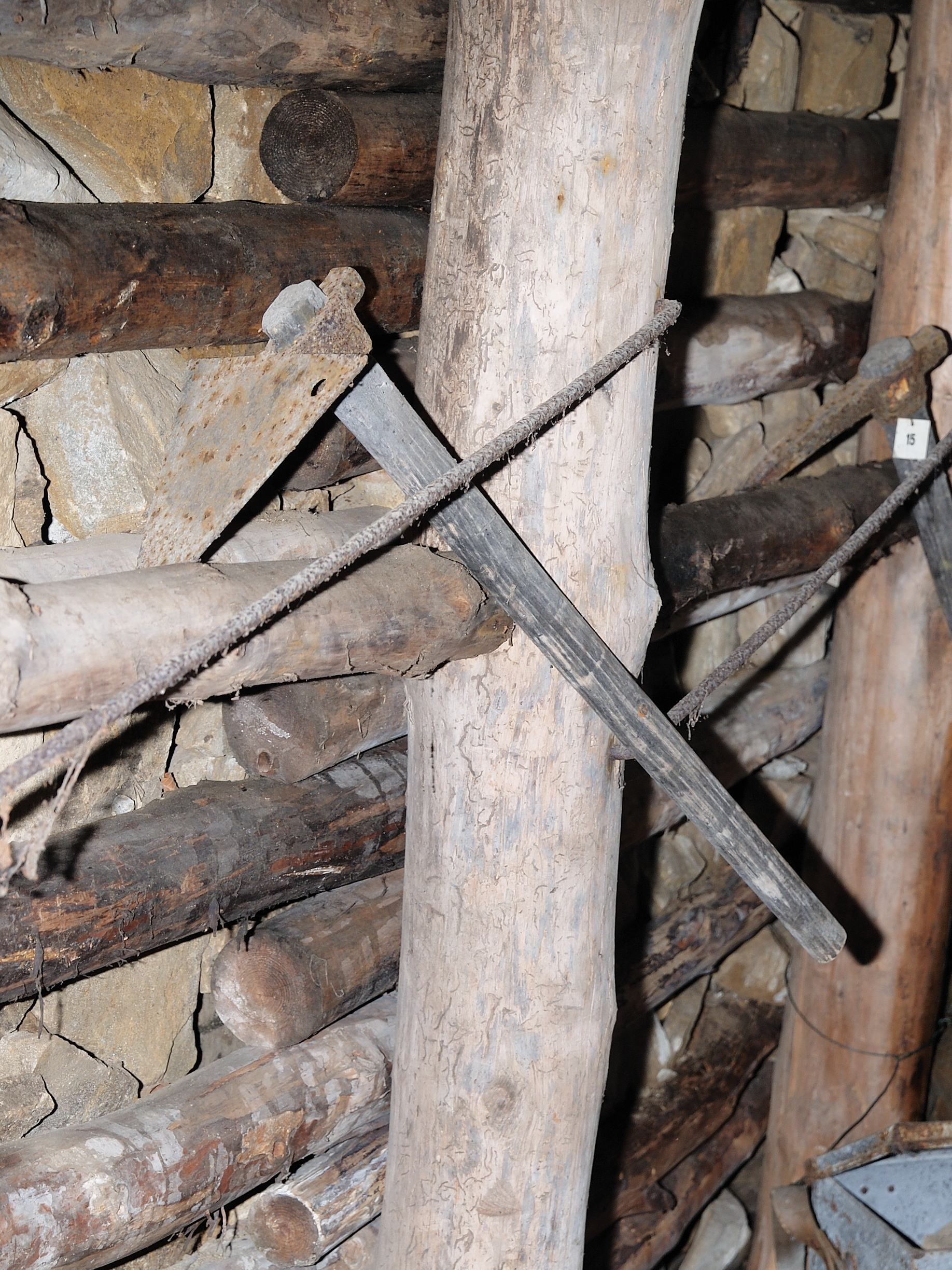
Hölzerner Verzug

Als Verzugsmaterialien werden Hölzer, Stahl oder Formteile aus Leichtbeton verwendet.

### Holzverzug
Der Holzverzug wird hauptsächlich beim hölzernen Türstockausbau verwendet. Die Zwischenräume werden mit Verzugholz, auch Verziehholz, Ausladeholz oder Füllholz genannt, abgedeckt. Als Verzugholz werden runde geschnittene Pfähle, Schwarten oder Randbretter verwendet. Bei schwimmendem Gebirge werden gehobelte und gefugte Pfosten oder Bohlen als Verzug eingesetzt. Diese Art des Verzugs wurde auch Verschalung genannt und beschränkte sich oftmals nur auf die Firste, dort wo es erforderlich war, wurden auch die Stöße mit Verzug versehen. Eine Form des Holzverzugs, die auch im 20. Jahrhundert beim Bogenausbau verwendet wurde, ist der Holzknüppelverzug. Hierbei werden kurze Rundhölzer aus Nadel- oder Eichenholz mit einem Durchmesser von drei bis zehn Zentimetern verwendet. Die Knüppel werden auf eine dem Bauabstand entsprechende Länge gesägt. Bei standfestem Gebirge beträgt der Abstand der Knüppel zueinander 0,3 bis 0,4 Meter. Beim stählernen Streckenausbau unterscheidet man zwischen dem Lückenverzug und dem dicht liegenden Verzug. Beim Lückenverzug werden die Holzknüppel so eingebracht, dass sie auf dem Ausbau lückenlos nebeneinander liegen. Zwischen dem Ausbau werden sie abwechselnd auf Lücke gelegt. Beim dichten Ausbau unterscheidet man den Innen- und den Außenverzug. Der Innenverzug wird dicht zwischen die Ausbauprofile eingebracht und dient gleichzeitig als Verbolzung. Der Außenverzug liegt hinter dem Ausbau. Das Schützen der Firste mittels Holzverzug bezeichnet der Bergmann als Abdecken oder Verschalen, das Schützen der Stöße als Verziehen. Die Verwendung von Holzverzug ist im deutschen Steinkohlenbergbau nur in bestimmten Bereichen zulässig. Gemäß den Richtlinien für die Verhütung und Bekämpfung von Grubenbränden ist im Bereich der Antriebe von Gummigurtförderern und in den feuersicheren Zonen von Richtstrecken und Querschlägen die Verwendung von Holzverzug verboten.

### Verzug aus Stahl

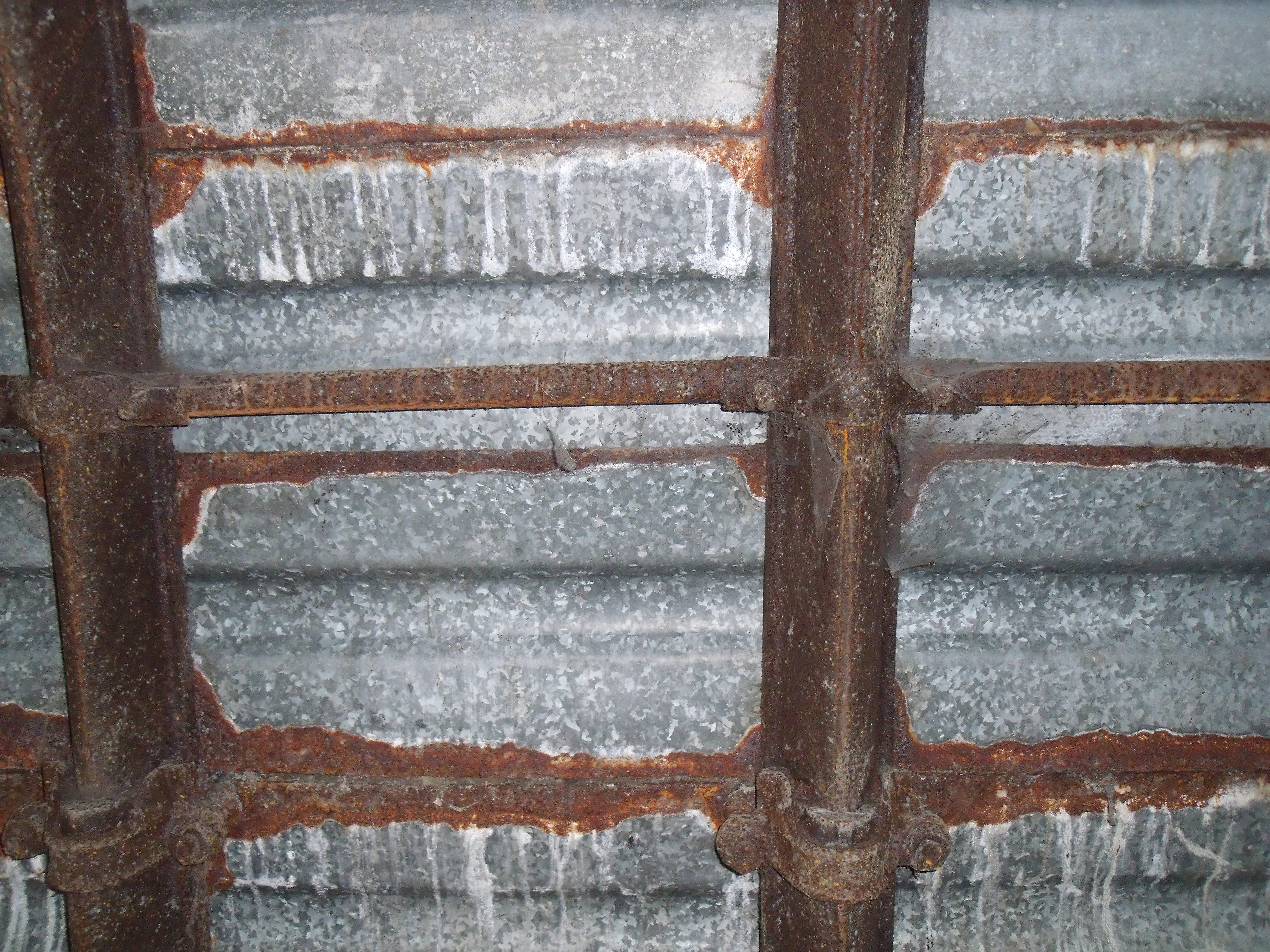
Verzug mit Verzugsblechen

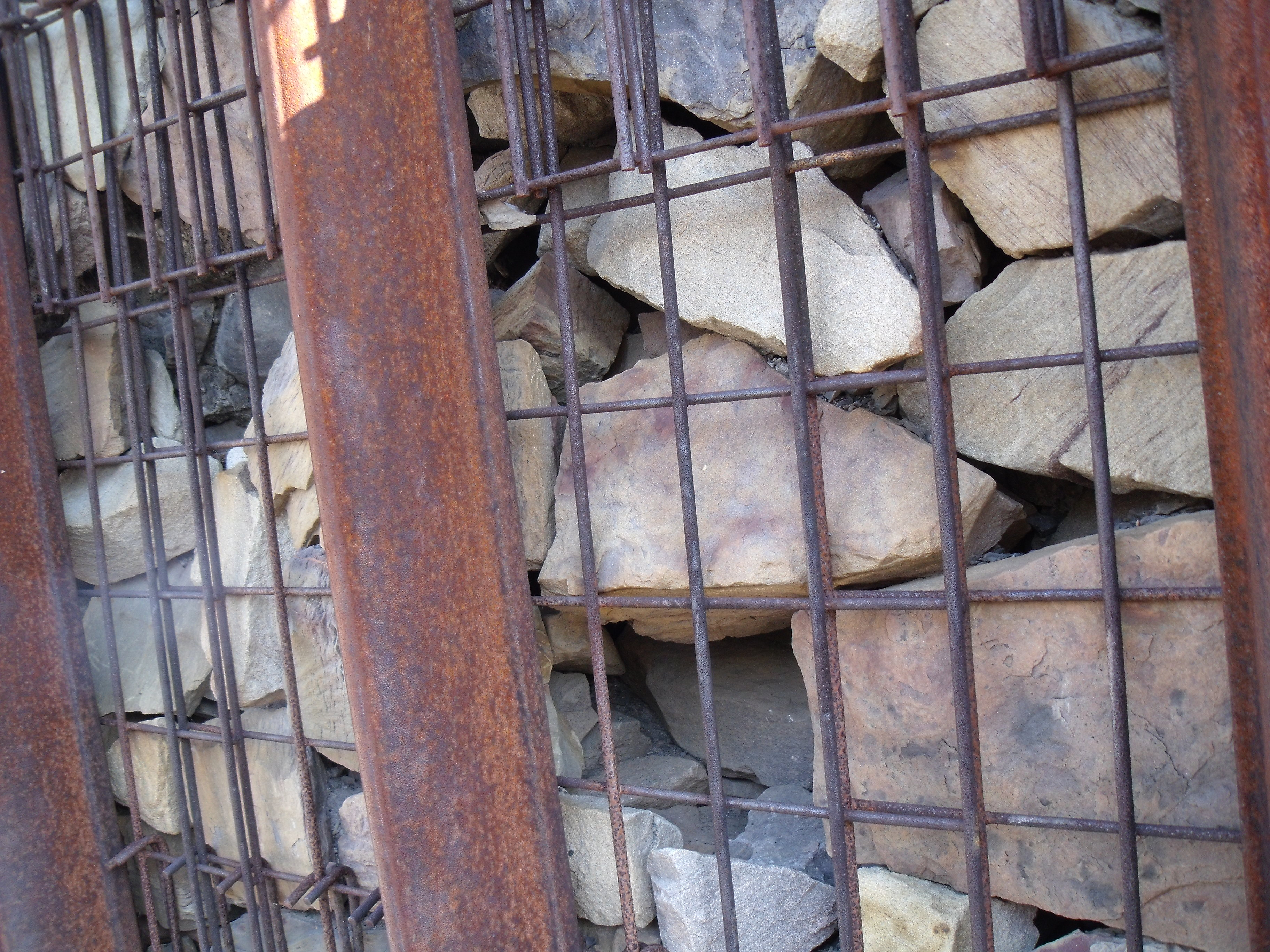
Verzug mittels Verzugsmatten

Beim Stahlausbau wird neben dem Holzverzug auch Verzug aus Stahl eingesetzt. Hierzu werden Altmetallteile, wie zum Beispiel benutzte Grubenschienen, verwendet. Aber auch Stahlschwellen, abgelegte Förderseile und flachgewalzte oder runde Stahlrohre werden als Verzugsmaterial eingesetzt. Die Altmaterialien werden auf das passende Maß eingekürzt und eingebaut. Als Verzug werden auch passend geformte Bleche verwendet. Diese Bleche haben eine Stärke von drei bis fünf Millimetern und sind 100 Millimeter breit. Sie sind zur Erhöhung der Biegefestigkeit in gewellte Form gewalzt oder gepresst. Weitere Möglichkeiten für den Stahlverzug sind Verzugsdrahtgeflechte und Verzugsmatten. Verzugsdrahtgeflechte bestehen aus zwei bis acht Millimeter starken, zu einem grobmaschigen Netz verbundenen Drähten. Verzugsmatten bestehen aus Längs- und Querstäben, die zu einem Stahlgitter zusammengeschweißt sind. Es gibt Einzelverzugsmatten und zusammenrollbare Verzugsmatten. Die Verzugsmaschen gibt es mit den Maschengrößen 100 mal 100 mm, 100 mal 50 mm und 50 × 50 mm. Einzelverzugsmatten haben an den Enden einen Haken. Zur Erhöhung der Biegesteifigkeit sind jeweils drei Längsstäbe an den Enden miteinander verschweißt. Zusammenrollbare Verzugsmatten eignen sich besonders für größere Flächen, ihre Vorteile sind leichte Transportierbarkeit und Flexibilität. Es gibt auch spezielle Hinterfüllmatten, bei denen auf das Gittergeflecht eine abdichtende Mattenschicht aus Geotextil aufgebracht wird. Bei diesen Hinterfüllmatten wird durch die abdichtende Mattenschicht das Durchtreten der Baustoffmassen verhindert.

### Betonverzug
Beim Betonverzug werden Leichtbetondielen verwendet, die entweder mit oder ohne Stahldrahtbewehrung versehen sind. Die Formteile werden entweder zwischen die Ausbauprofile eingefügt oder hinter die Ausbaue gelegt. Es gibt Verzugsplatten aus Hüttenbimsbeton und Verzugsplatten aus Spannbeton. Verzugsplatten aus Hüttenbimsbeton bestehen aus Hochofenschlacke und besitzen als Bewehrung ein Stahlgeflecht. Aufgrund dieser Konstruktion haben Verzugsplatten aus Hüttenbimsbeton eine hohe Elastizität. Verzugsplatten aus Spannbeton haben im Inneren vorgespannte Drähte. Durch diese Drähte haben diese Platten eine hohe Biegesteifigkeit. Betonverzug ist gegen Fäulnis und Korrosion unempfindlich. Die Platten haben eine gute Wärmedämmung und einen geringen Wetterwiderstand. Allerdings werden die Platten bei Überschreiten der Bruchlast unbrauchbar.